# Forcé
Forcé és un municipi francès situat al departament de Mayenne i a la regió de País del Loira. L'any 2007 tenia 1.017 habitants.

## Demografia

### Població
El 2007 la població de fet de Forcé era de 1.017 persones. Hi havia 364 famílies de les quals 56 eren unipersonals (32 homes vivint sols i 24 dones vivint soles), 120 parelles sense fills, 176 parelles amb fills i 12 famílies monoparentals amb fills.
La població ha evolucionat segons el següent gràfic:
Habitants censats

### Habitatges
El 2007 hi havia 375 habitatges, 364 eren l'habitatge principal de la família, 2 eren segones residències i 9 estaven desocupats. 364 eren cases i 10 eren apartaments. Dels 364 habitatges principals, 312 estaven ocupats pels seus propietaris i 52 estaven llogats i ocupats pels llogaters; 2 tenien una cambra, 10 en tenien dues, 24 en tenien tres, 86 en tenien quatre i 242 en tenien cinc o més. 287 habitatges disposaven pel capbaix d'una plaça de pàrquing. A 109 habitatges hi havia un automòbil i a 246 n'hi havia dos o més.

### Piràmide de població
La piràmide de població per edats i sexe el 2009 era:
| Homes | Edats   | Dones |
| ----- | ------- | ----- |
| 0     | 95 o +  | 0     |
| 0     | 90 a 94 | 0     |
| 0     | 85 a 89 | 8     |
| 0     | 80 a 84 | 4     |
| 8     | 75 a 79 | 12    |
| 4     | 70 a 74 | 8     |
| 8     | 65 a 69 | 8     |
| 20    | 60 a 64 | 12    |
| 32    | 55 a 59 | 28    |
| 32    | 50 a 54 | 44    |
| 24    | 45 a 49 | 28    |
| 44    | 40 a 44 | 32    |
| 40    | 35 a 39 | 36    |
| 32    | 30 a 34 | 64    |
| 20    | 25 a 29 | 12    |
| 20    | 20 a 24 | 20    |
| 28    | 15 a 19 | 36    |
| 32    | 10 a 14 | 24    |
| 32    | 5 a 9   | 36    |
| 48    | 0 a 4   | 32    |

## Economia
El 2007 la població en edat de treballar era de 662 persones, 501 eren actives i 161 eren inactives. De les 501 persones actives 479 estaven ocupades (248 homes i 231 dones) i 22 estaven aturades (7 homes i 15 dones). De les 161 persones inactives 85 estaven jubilades, 51 estaven estudiant i 25 estaven classificades com a «altres inactius».

### Ingressos
El 2009 a Forcé hi havia 357 unitats fiscals que integraven 1.016,5 persones, la mediana anual d'ingressos fiscals per persona era de 20.224 €.

### Activitats econòmiques
Dels 26 establiments que hi havia el 2007, 1 era d'una empresa alimentària, 9 d'empreses de construcció, 4 d'empreses de comerç i reparació d'automòbils, 2 d'empreses de transport, 2 d'empreses d'hostatgeria i restauració, 2 d'empreses financeres, 2 d'empreses de serveis, 2 d'entitats de l'administració pública i 2 d'empreses classificades com a «altres activitats de serveis».
Dels 9 establiments de servei als particulars que hi havia el 2009, 1 era una funerària, 1 taller de reparació d'automòbils i de material agrícola, 2 paletes, 1 guixaire pintor, 1 fusteria, 2 lampisteries i 1 electricista.
Dels 2 establiments comercials que hi havia el 2009, 1 era una fleca i 1 una perfumeria.
L'any 2000 a Forcé hi havia 8 explotacions agrícoles que ocupaven un total de 188 hectàrees.

## Equipaments sanitaris i escolars
El 2009 hi havia una escola elemental.

## Poblacions més properes
El següent diagrama mostra les poblacions més properes.